# Substantion
Substantion, en latin Sextantio, est une ancienne ville antique et médiévale dont les vestiges se trouvent sur la commune de Castelnau-le-Lez, dans l'Hérault.

## Toponymie
Le nom latin trouverait son origine dans le fait que Sextantio était la « sixième station relai depuis les Pyrénées sur la via Domitia ».

## Description
Substantion était construite sur deux mamelons, les collines du Mas du Diable et de la Gardie, que séparait un talweg où passait le chemin de Substantion qui la reliait à la voie Domitienne, au nord du bourg de Castelnau-le-Lez. En 1834, les traces des fortifications de l'oppidum, qui occupait cette éminence à l'époque gauloise, et les vestiges d'une église du Moyen Âge étaient encore visibles, mais des constructions plus récentes ont recouvert le site qui n'a jamais pu être complètement fouillé. Il n'y a, par conséquent, aucun vestige de Substantion qui justifierait sa visite.
L'actuel chemin de Substantion, sur la commune de Castelnau-le-Lez, reprend une partie du tracé de celui qui reliait Substantion au port antique de Lattara.

## Histoire

### Âge du fer
Le site semble avoir été occupé à partir du IIe millénaire av. J.-C. Les premières constructions en pierres datent du VIIe siècle av. J.-C. Le site fut fortifié par les Volques Arécomiques.

### Époque romaine
Substantion est une ville romaine située près de la voie Domitienne, sur le trajet allant de Nîmes à Narbonne. Elle apparait sous le nom de Sextantio sur une stèle trouvée à Nîmes, Sustancione sur l'Itinéraire de l'Anonyme de Bordeaux, Sextantio et Sestancio chez l'Anonyme de Ravenne, Serratio sur la Table de Peutinger et Sextatio sur l'Itinéraire d'Antonin.
Sa position sur la voie domitienne et le fait qu'elle soit citée sur les anciens itinéraires laissent penser que Substantion fut une de ces stations ou mansiones romaines qui permettaient le logement des troupes, une escale pour les voyageurs et un poste de changement de chevaux et de chars pour les courriers, faisant de la bourgade une ville d'importance. Cette hypothèse semble confirmée par le nombre d'inscriptions et d'objets retrouvés sur le site, ainsi que la présence de mosaïques réservées habituellement aux édifices publics ou aux personnes distinguées par leur position ou leurs richesses.

### Haut Moyen-Âge
En 739, Charles Martel fit détruire les fortifications de l'abbaye ainsi que le port de Maguelone, afin qu'ils ne puissent servir de refuge aux Sarrazins, ce qui entraina le transfert de l'évêché de Maguelone à Substantion.
Sous le règne de Carloman II (879-884), Substantion (« Sustancione » sur les pièces de monnaie) est l'un des onze ateliers monétaires où l'on frappe des pièces en son nom.

### Moyen-Âge central
Le transfert de l'évêché à Maguelone en 1037 par l'évêque Arnaud Ier et l'essor économique de la ville de Montpellier marquèrent le début du déclin de Substantion.

## Personnalités associées à Substantion
- Jean-Baptiste Fabre